# El Chote, Huejutla de Reyes
El Chote är en ort i Mexiko.   Den ligger i kommunen Huejutla de Reyes och delstaten Hidalgo, i den sydöstra delen av landet, 200 km norr om huvudstaden Mexico City. El Chote ligger 161 meter över havet och antalet invånare är 433.
Terrängen runt El Chote är kuperad söderut, men norrut är den platt. Runt El Chote är det ganska tätbefolkat, med 199 invånare per kvadratkilometer. Närmaste större samhälle är Huejutla de Reyes, 6,8 km nordväst om El Chote. Omgivningarna runt El Chote är en mosaik av jordbruksmark och naturlig växtlighet.